# Alaothyris elongissimus
Alaothyris elongissimus är en stekelart som beskrevs av Ian D. Gauld 1984. Alaothyris elongissimus ingår i släktet Alaothyris och familjen brokparasitsteklar. Inga underarter finns listade i Catalogue of Life.